# Эбель, Герман Вильгельм
Герман Вильгельм Эбель (нем. Hermann Wilhelm Ebel; 10 мая 1820, Берлин, — 19 августа 1875, Мисдрой) — немецкий филолог, знаток кельтских языков, профессор Берлинского университета.
Главнейшие его труды:
- новая обработка «Grammatica celtica» И. Г. Цейса (Б., 1871);
- «De verbi brittannici futuro ас conjunctivo» (1866);
- «De Zeusii curis positis in grammatica celtica», (1869);
- древнеирландский отдел в хрестоматии Шлейхера («Indogerm. Chrestomathie», Вейм., 1869).